# Cephalorhynchus hectori
El delfín de Héctor o delfín de cabeza blanca (Cephalorhynchus hectori) es una especie de cetáceo odontoceto de la familia Delphinidae que habita los mares de Nueva Zelanda.

## Descripción

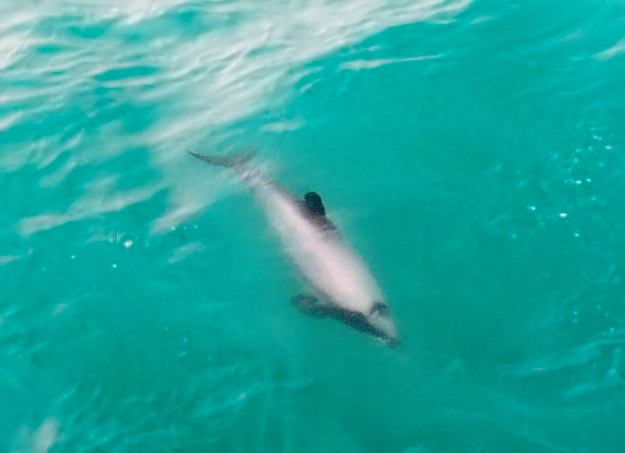
Delfín de Héctor en Kaikoura, Nueva Zelanda, 2000.

El delfín de Héctor es el más pequeño de los integrantes de la familia Delphinidae. Los adultos tienen una longitud de 1,2 a 1,6 m y un peso de 40 a 60 kg. La especie tiene un ligero dimorfismo sexual, las hembras son ligeramente más grandes y pesadas que los machos. La forma del cuerpo es robusta sin un pico u hocico distinguible.
El delfín de Héctor tiene una aleta dorsal redondeada y bordes cóncavos. El color general es un gris pálido pero una inspección más detallada revela un complejo tapizado cromático. La frente es gris con reflejos negros y la punta del hocico es negra. El pecho y el vientre son blancos, y sobre ellos una línea gris oscuro corre desde las aletas hasta los ojos. Otra banda corre desde los lados hasta la aleta dorsal.
El animal pesa unos 9 kg al nacer. Vive aproximadamente 20 años. Cuando saltan suelen caer de costado, para producir un fuerte chapoteo. Vive en grupos de dos a ocho individuos. Son animales activos, que suelen saltar y divertirse con el oleaje.

## Población y distribución

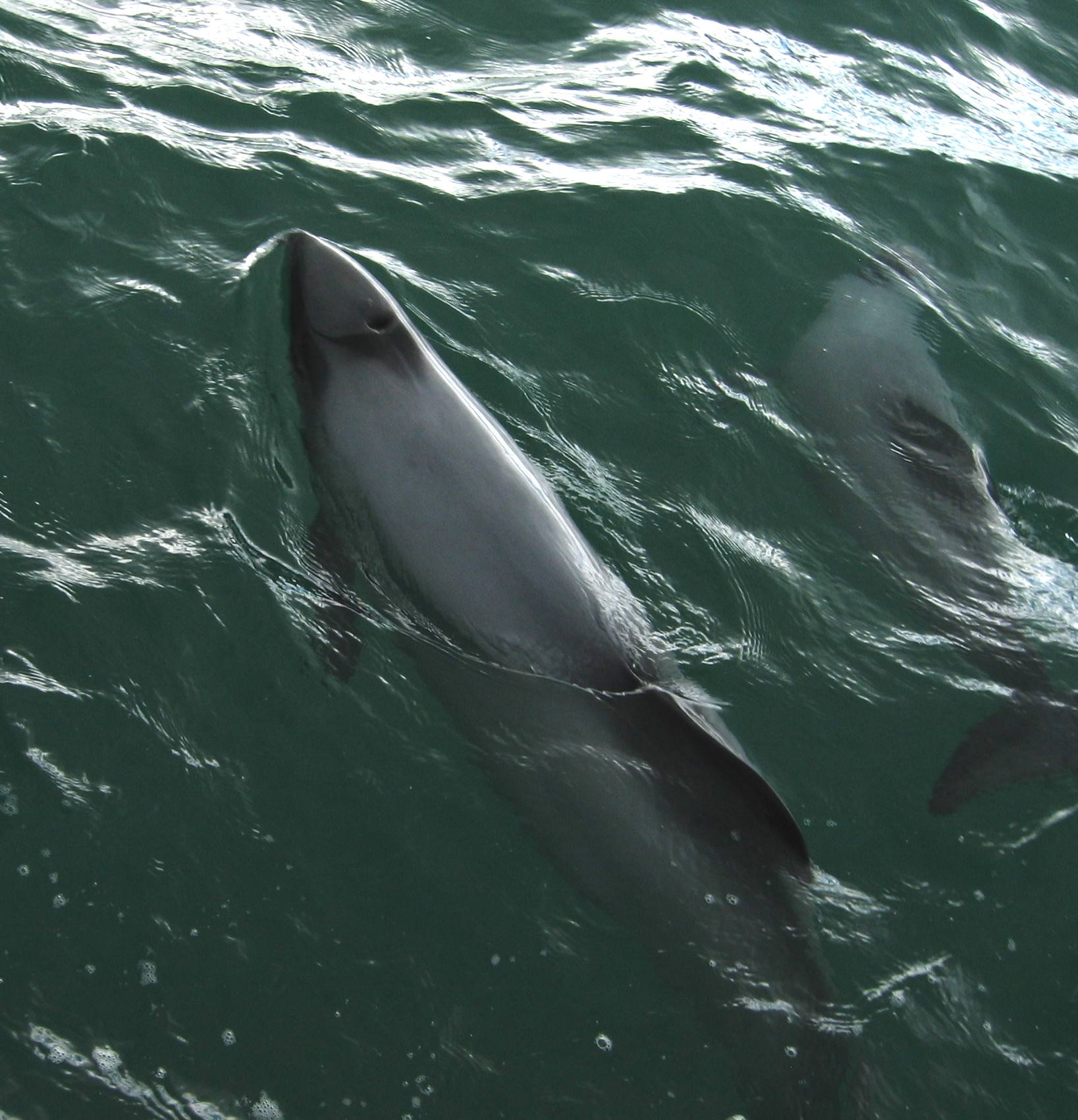
Delfines de Héctor en Porpoise Bay.

Habitan las regiones costeras de Nueva Zelanda. Existen dos poblaciones principales conocidas, una en cada lado de la isla septentrional. Los dos grupos están separados por las aguas profundas del estrecho de Cook y la punta sudeste de la isla Sur. La especie parece ser reacia a cruzar zonas de aguas profundas. La población total se estimó en alrededor de 3500 ejemplares en la década de 1980. En 2005 se estimó la población de la isla Sur en unos 7.270 individuos y para 2006 La subespecie de la isla Norte se calculó en 111 delfines.
Pueden avistarse dentro de un margen de 10 km costas afuera en verano, y más raramente en invierno. Se han reportado avistamientos ocasionales en Australia y Malasia, pero resultaron errores de identificación.

### Subespecies

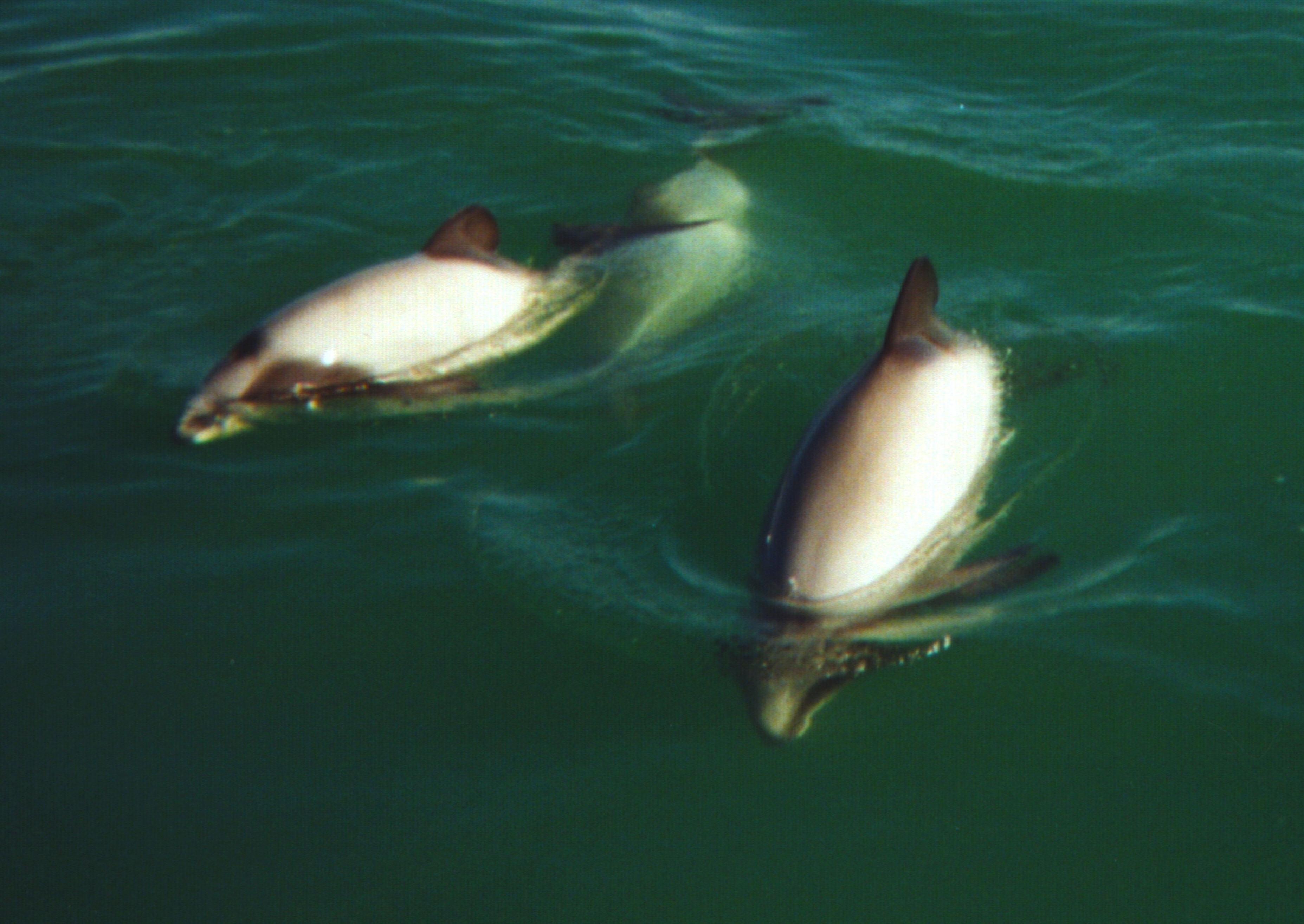
Dos delfines de Héctor en Porpoise Bay.

El delfín de Héctor cuenta con 2 subespecies Cephalorhynchus hectori hectori y Cephalorhynchus hectori maui. C. hectori maui habita la costa noroeste de la isla norte de Nueva Zelandia (delfín de Maui), que constituye la subespecie de cetáceos marinos más amenazada. Otras especies en estado similar de conservación habitan solo ríos o estuarios. Se cree que existen máximo 100 ejemplares en su medio natural. El delfín de Maui se encuentra en peligro crítico porque es capturado en las redes de pesca o herido por las hélices de los barcos. Los ejemplares adultos tienen en promedio 120 a 140 cm de longitud, y un peso de 50 kg; tienen una aleta dorsal redondeada, y presentan flancos grises y vientre blanco. El delfín realiza cortas zambullidas de hasta 90 s para alimentarse con crustáceos o pequeños peces en el fondo del mar.

## Estado de conservación
Este delfín en 2008 fue incluido en la Lista Roja de la UICN, como especie en peligro de extinción (EN del inglés Endargered), debido a que se ha proyectado un 50% de declinación durante tres generaciones (39 años).
La amenaza más significativa para la especie es la captura accidental por dispositivos de pesca. Desde 1970 a la fecha, se cree que esto ha causado la reducción en un 50% la población. En 1988 se creó una reserva en la Península de Banks, donde se prohíbe la pesca con redes. Esto ha detenido la disminución de ejemplares, pero todavía no se ha registrado un incremento. Otras amenazas como el choque con hélices navales puede estar impidiendo el retorno a la estabilidad.
En marzo de 2004, el Departamento de Conservación de Nueva Zelanda inició un sistema de seguimiento por satélite mediante sensores colocados a tres delfines de Héctor. Si su actividad puede ser monitoreada satisfactoriamente, el sistema será extendido a la muy amenazada subespecie de Maui. Además se nombró al apneísta William Trubridge embajador de los delfines maui con intención de concienciar a la población mundial de la importancia que tiene mantener especies como esta en la biosfera.